# Kompetenz-kompetenz
Kompetenz-kompetenz, або competence-competence — юридична доктрина, згідно з якою юридичний орган, такий як суд або арбітражний суд, може мати компетенцію, або юрисдикцію, виносити рішення щодо обсягу власної компетенції з питання, яке перебуває перед ним. Концепція виникла у Федеральному конституційному суді Німеччини. З того часу kompetenz-kompetenz часто відіграє важливу роль у міжнародному арбітражі.

## В арбітражі
Доктрина kompetenz-kompetenz закріплено в Типовому законі ЮНСІТРАЛ про міжнародний комерційний арбітраж і Арбітражний регламент. Стаття 16(1) Типового закону та стаття 23(1) Арбітражного регламенту визначають, що «арбітражний суд має повноваження виносити рішення щодо своєї юрисдикції, включаючи будь-які заперечення щодо існування або дійсності арбітражної угоди». Арбітражне законодавство Сполучених Штатів прямо не стосується принципу kompetenz-kompetenz, але суди постійно визнавали таке повноваження, якщо сторони погодилися на це.